# Уједињени Арапски Емирати на Светском првенству у атлетици на отвореном 2011.
Уједињени Арапски Емирати су на 13. Светском првенству у атлетици на отвореном 2011. одржаном у Тегу од 27. августа до 4. септембра десети пут. Репрезентацију Уједињених Арапских Емирата представљала су 2 такмичара (1 мушкарац и 1 жена) који су се такмичили у 2 дисциплине  (1 мушка и 1 женска).,
На овом првенству Уједињени Арапски Емирати нису освојили ниједну медаљу, нити су постигли неки рекорд.

## Учесници
| Мушкарци: - Омар Џума Ал-Салфа — 200 м | Жене: - Алија Саид Мухамед — 5.000 м |

## Резултати

### Мушкарци
| Атлетичар          | Дисциплина | Лични рекорд | Квалификације | Квалификације | Полуфинале           | Полуфинале           | Финале               | Финале       | Детаљи |
| Атлетичар          | Дисциплина | Лични рекорд | Резултат      | Место         | Резултат             | Место                | Резултат             | Место        | Детаљи |
| ------------------ | ---------- | ------------ | ------------- | ------------- | -------------------- | -------------------- | -------------------- | ------------ | ------ |
| Омар Џума Ал-Салфа | 200 м      | 20,63 НР     | 21,45         | 7. у гр. 6    | Није се квалификовао | Није се квалификовао | Није се квалификовао | 48 / 53 (54) |        |

### Жене
| Атлетичарка        | Дисциплина | Лични рекорд | Квалификације | Квалификације | Полуфинале | Полуфинале | Финале                | Финале         | Детаљи |
| Атлетичарка        | Дисциплина | Лични рекорд | Резултат      | Место         | Резултат   | Место      | Резултат              | Место          | Детаљи |
| ------------------ | ---------- | ------------ | ------------- | ------------- | ---------- | ---------- | --------------------- | -------------- | ------ |
| Алија Саид Мухамед | 5.000 м    | 15:31,21 НР  | 16:10,37      | 10. у гр. 1   |            |            | Није се квалификовала | 18 / 20 / (23) |        |